# Identification friend or foe
Pour les articles homonymes, voir IFF.

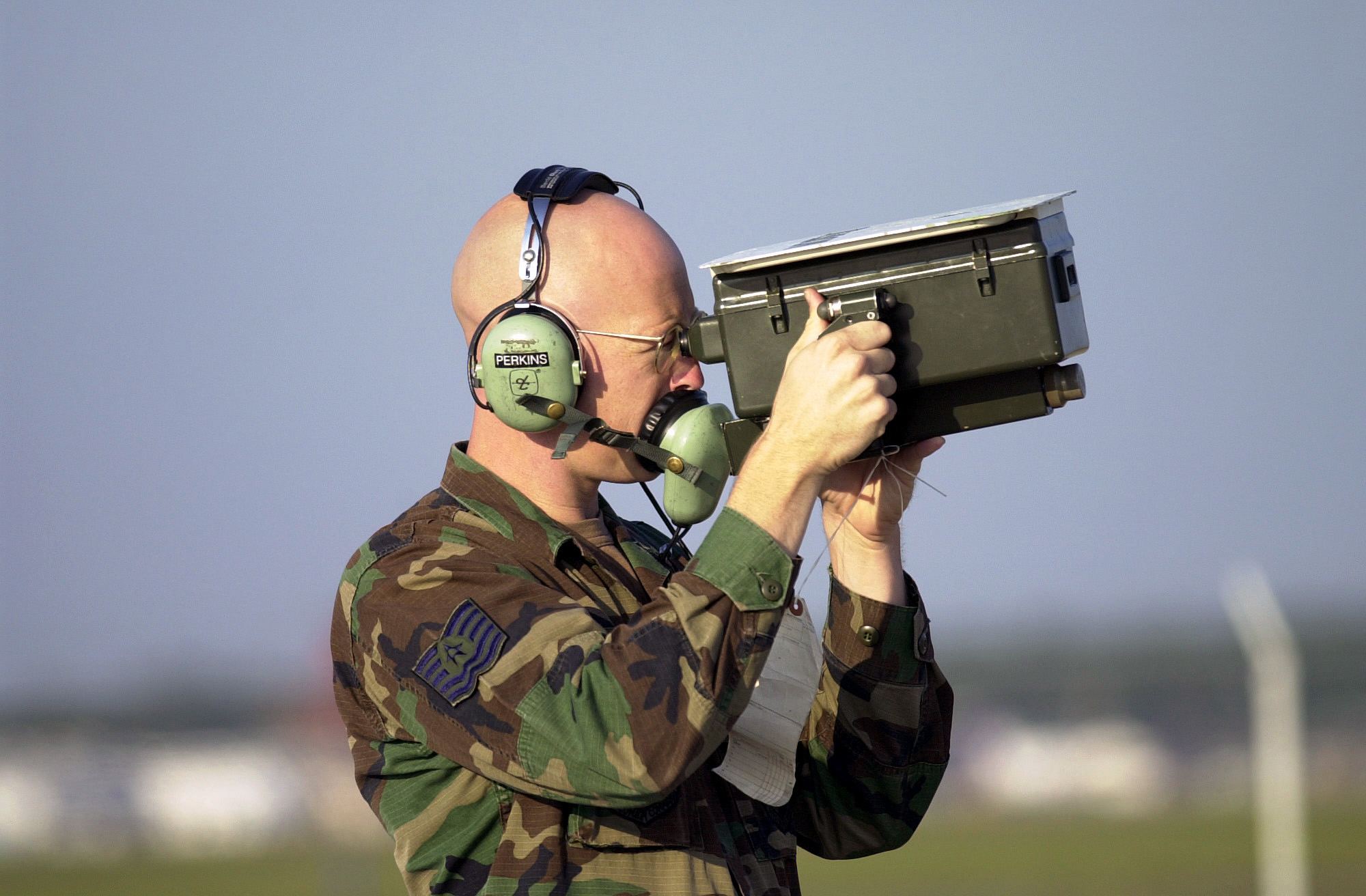
Système de test IFF utilisé pour contrôler le transpondeur sur les avions en 2001.

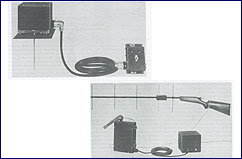
IFF Modèle XAE, le premier système de reconnaissance IFF des États–Unis.

En matière de télécommunications, l'identification friend or foe (IFF) (identification ami ou ennemi) est un système d'identification chiffré mis au point pour le commandement et le contrôle. C'est un système qui permet aux radars d'approche civils ou militaires de reconnaitre des avions « amis » et de déterminer leur cap ainsi que leur distance. On peut aussi l'utiliser pour des véhicules terrestres, ou même des fantassins pour éviter les tirs amis.

## Principe et limites
L'IFF a vu le jour au cours de la Seconde Guerre mondiale. Le nom d'IFF est plutôt inapproprié car le système permet, en réalité, d'identifier les cibles amies, mais pas les ennemis. Si l'IFF ne reçoit pas de réponse positive, la cible doit seulement être considérée comme suspecte, mais pas comme une cible hostile identifiée. Un avion ami peut ne pas répondre à une interrogation IFF pour plusieurs raisons : parce qu'il a été endommagé au cours d'un combat, parce qu'il n'a plus les clefs de codage ou parce que celles qu'il a ne sont plus valides, parce que son équipement est en panne, etc. Un avion qui vole en rase-motte est également pénalisé pour les transmissions par micro-onde de l'IFF. En effet les micro-ondes se propagent en ligne droite, ne traversent pas les montagnes et sont très sujettes aux conditions atmosphériques qui provoquent des propagations anormales et faussent ainsi les informations de distance, de vitesse ou d'azimut.

## Histoire

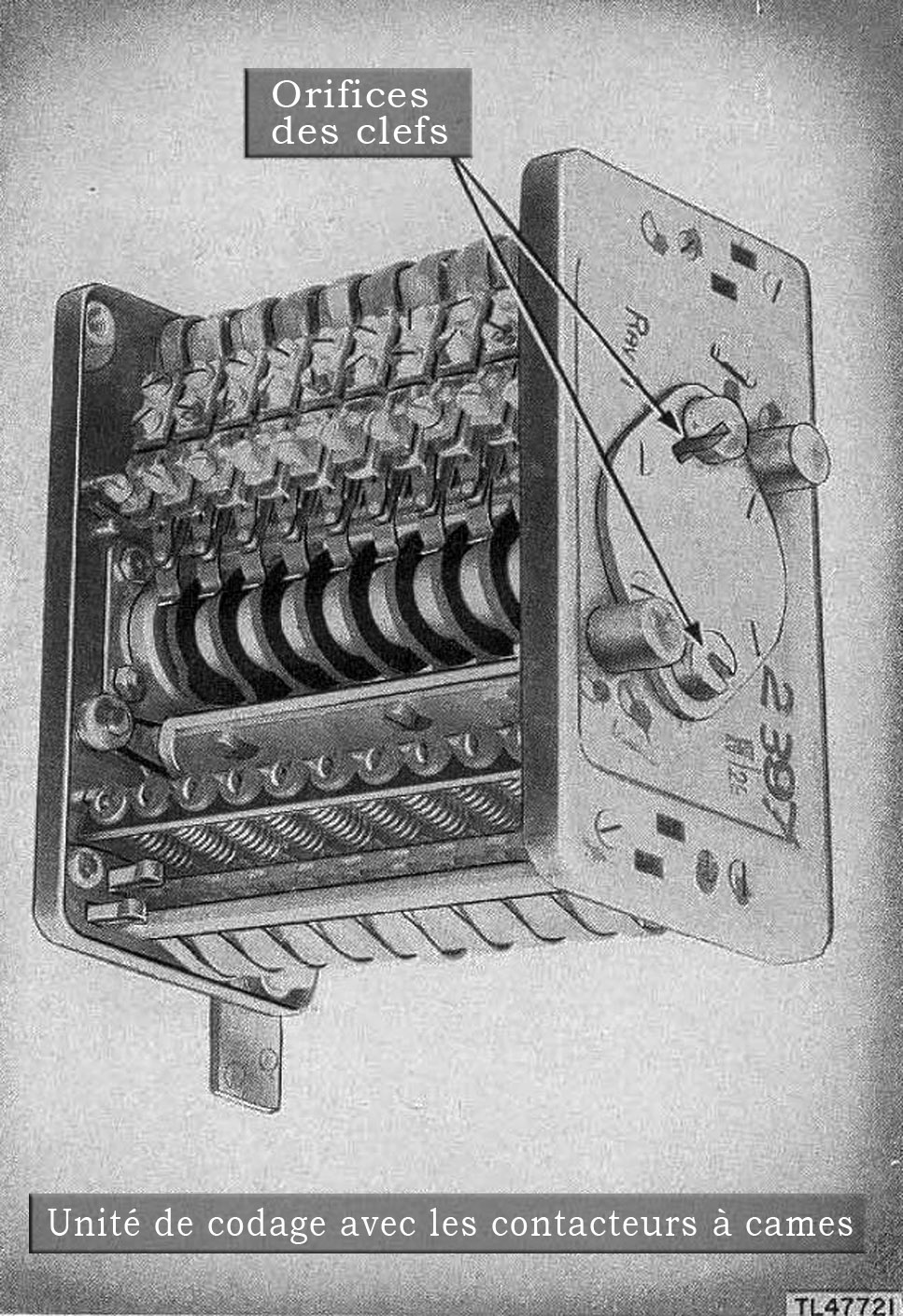
Générateur de code allemand de la Seconde Guerre mondiale IFF-Radio FuG25-a « Erstling »

La gravure ci–contre présente le tout premier IFF au monde, le FuG-25a « Erstling » (début), mis au point en Allemagne en 1940. Il reçoit les fréquences radar de 125 MHz (Radar Freya) et 550–580 MHz (Radar Würzburg). Pour démarrer la procédure d'identification l'opérateur au sol commute la fréquence d'impulsions de son radar de 3 750 Hz à 5 000 Hz. Le récepteur radio embarqué de l'avion décode ce changement et lance l'émission de son propre code. Avant le décollage, deux clefs mécaniques de 10 bits chacune sont insérées dans le lecteur visible sur la photographie. L'émetteur IFF transmet sur la fréquence de 168 MHz avec une puissance de 400 W PEP. Malheureusement pour les Allemands, les Britanniques ont fabriqué leur propre système IFF qu'ils ont appelé « Perfectos » et qui est capable, lorsqu'il est installé sur un Mosquito de la Royal Air Force, de déclencher le FuG–25 ce qui, du coup, trahit la position des chasseurs de nuit. Pour éviter cela le FuG–25 devait être coupé le plus souvent possible.

## Mode opératoire
L'IFF est toujours en usage autant sur les avions militaires que civils. Les modes 1, 2, 3, 4 et 5 sont réservés à l'usage militaire. Les modes 1, 2, et 3 sont appelés collectivement SIF (Selective Identification Feature, caractéristique d'identification sélective). L'aviation civile utilise les modes A, C et S. Le mode C, qui comporte des indications de pression atmosphérique et d'altitude, est souvent utilisé conjointement avec le mode A. Le mode A est souvent désigné par 3/A en raison de sa ressemblance avec le mode militaire 3. Le mode S est un nouveau mode de l'aviation civile développé pour remplacer les modes A et C.
Les systèmes IFF de la Seconde Guerre mondiale, et de l'Union soviétique entre 1946 et 1991, utilisent des signaux radar codés — appelés Cross-Band Interrogation (CBI) ou interrogation à double fréquence — pour déclencher automatiquement le transpondeur embarqué d'un avion suivi par un radar. Les systèmes IFF récents utilisent un équipement spécialisé qui peut opérer indépendamment du radar. Ce système s'appelle « balise électromagnétique crossband » (cross-band beacon) ou « transpondeur ».
Un transpondeur IFF répond :
- dans un avion militaire, un véhicule ou une unité en renvoyant une réponse sous forme de signal codé uniquement lorsque l'interrogation est faite et reconnue comme émise par des forces amies ;
- si aucune réponse IFF n'est générée, on peut alors produire une interrogation civile — Selective Identification Feature (SIF) ou dispositif sélectif d'identification — et l'avion en se signalant selon divers types de protocoles de réponse pourra être identifié et pris en compte.

Tous les transpondeurs IFF possèdent également un code KIR ou KIT. Le code KIR est utilisé pour l'interrogation et le code KIT pour les transpondeurs. Ils sont munis d'un port d'entrée pour introduire une clef de codage/décodage. Les systèmes civils (SIF) et le mode S n'ont pas besoin de clef.
Le transpondeur IFF reçoit l'interrogation sur une fréquence (1 030 MHz), et répond sur une fréquence différente (1 090 MHz). En revanche, le système d'interrogation civil (SIF) utilise un signal composé de deux impulsions espacées différemment selon le mode avec une réponse formée d'une longue série de bits ; dans le cas de l'IFF, cette série de bits comprend, pour l'interrogation, un message crypté et des bits de parité, et, pour la réponse, uniquement un train de trois impulsions.
Le message IFF est encodé avec une clef secrète ; le transpondeur muni d'une clef identique pourra le décoder. Une fois décodé, le transpondeur va exécuter le message et envoyer une réponse sous forme d'un train de trois impulsions. Le système qui a lancé l'interrogation pourra comparer le message reçu avec celui qu'il a émis puis marquer cette cible comme « amie » et mémoriser son azimut et sa distance.
Une cible peut aussi être marquée comme « leurre ». Dans ce cas, la cible répond (ou essaie de répondre) mais une partie de sa réponse ne satisfait pas aux contrôles de reconnaissance. Cette cible est considérée comme hostile et dans le cadre d'une bataille sera détruite dès que possible.
S'il n'y a aucune réponse de la part du transpondeur IFF, la cible est considérée comme inconnue. Le système IFF ne permet pas d'identifier une cible hostile mais uniquement une cible amie. La non-réponse peut être due à une mauvaise clef, ou un code expiré. Dans ce cas, le pilote reçoit une alarme sonore et lumineuse à chaque interrogation du transpondeur. S'il ne peut pas remédier au problème, il doit alors se préparer à la procédure d'approche prédéterminée qui lui permettra de se poser en sécurité.
L'intérêt militaire principal de l'IFF est d'éviter les tirs amis et d'identifier de façon certaine les forces amies.

## Modes IFF
Il existe deux modes militaires spécifiques utilisés par les forces de l'Otan et par les forces de pays alliés proches des États-Unis.
- Le mode 4 qui est un mode chiffré sécurisé ;
- le mode 5, niveaux 1 et 2, qui est chiffré et sécurisé avec un cryptage amélioré, une modulation à spectre étalé et avec authentification de l'heure :
  - le mode 5, niveau 1, est proche du mode 4 mais amélioré par un numéro d'identification unique pour chaque avion,
  - le mode 5, niveau 2, est le même que le mode 5, niveau 1, mais intègre d'autres informations comme, par exemple, la position de l'appareil.
- Le mode 5 succède au mode 4 et s'y substitue à terme. L'utilisation du mode 4 ne sera plus admise au sein des pays de l'OTAN à partir de 2020.

Il est à noter que des pays non membres de l'OTAN qui n'ont pas accès au mode 5 et aux équipements associés utilisent le mode 4 ou un mode chiffré national dit "Secure Mode" inspiré de ce dernier.
D'autres pays comme la Russie ou la Chine utilisent et exportent vers leurs alliés des systèmes similaires à l'IFF avec des modes chiffrés propres (par exemple le système russe "Пароль").

## Équipement IFF mode 5 des forces armées françaises
Les IFF de la société Thales équipés des calculateurs cryptographiques mode 5 de la société HENSOLDT France, destinés à équiper les aéronefs des forces armées françaises, ont passé avec succès les tests complets d'interopérabilité OTAN dans les laboratoires du US Naval Air Systems Command (US NAVAIR) en novembre 2009. Le Combiné Interrogateur Transpondeur (CIT) TSB 2512 équipera les avions Rafale, tandis que le répondeur IFF de soute TSC 2002 pourra équiper divers types d'aéronefs, tels que les AWACS, les hélicoptères Caracal ou les transports C-130 Hercules. La modernisation des IFF et de leurs calculateurs cryptographiques porte sur plus de 1000 équipements déployés dans l'Armée de l'air et dans la Marine nationale. L'Armée de terre et l'Armée de l'air vont en outre équiper leurs systèmes sol-air Mistral et Crotale NG et les radars NC1 du système MARTHA d'un interrogateur IFF courte portée mode 5 de la société HENSOLDT France.

### Source
- (en) Cet article est partiellement ou en totalité issu de l’article de Wikipédia en anglais intitulé « Identification friend or foe » (voir la liste des auteurs).